# Klorfenamin
Klorfenamín (tudi klorfeniramín) je antihistaminik, zaviralec na receptorjih H1 z antiemetičnim in antivertiginoznim učinkom.
Uporablja se za preprečevanje simptomov alergijskih stanj, kot sta rinitis in koprivnica. V primerjavi z drugimi antihistaminiki prve generacije ima sorazmerno blag sedativni učinek. Je tudi eden od najpogosteje uporabljanih antihistaminikov v veterini za zdravljenje malih živali. Izkazuje tudi antidepresivno in anksiolitično delovanje, vendar njegova uporaba v ta namen ni odobrena.

## Mehanizem delovanja
Pri tipu I alergijske preobčutljivostne reakcije se alergeni antigeni vežejo na protitelesa IgE na površini pitank (mastocitov) in bazofilcev, kar vodi v kompleksen niz dogodkov, ki sprožijo degranulacijo in sproščanje histamina in drugih kemičnih mediatorjev iz teh celic. Histamin deluje na 4 tipe histaminskih receptorjev: H1, H2, H3 in H4, ki so
razširjeni tako na periferiji kot v osrednjem živčevju. Simptomi vnetne reakcije nastopijo predvsem zaradi delovanja histamina na periferne histaminske receptorje H1. Sproščen histamin preko histaminskih receptorjev H1 poveča prepustnost žilja in zato povzroča kongestijo, poleg tega pa še vazodilatacijo, hipotenzijo, zardevanje, tahikardijo, bronhokonstrikcijo in potenciranje bolečine. Zaviralci histaminskih receptorjev H1 se vežejo na receptorje H1 in preprečijo vezavo histamina oziroma stabilizirajo neaktivno obliko receptorja in zato zavrejo tudi njihovo konstitutivno aktivnost.
Poleg antihistaminskega delovanja izraža tudi zaviranje ponovnega privzema serotonina in noradrenalina.

## Uporaba
Klorfeniramin se uporablja za zdravljenje številnih alergijskih stanj in simptomov, ki jih le-ta povzročajo. Uporablja se na primer pri naslednjih stanjih:
- seneni nahod
- koprivnica
- vazomotorični rinitis
- angioedem
- preobčutljivost za določeno hrano
- alergijske reakcije na zdravila
- alergijske reakcije po piku žuželk
- desenzibilizacija (zmanjšanje alergijske občutljivosti za določen antigen)
- hudo srbenje
- srbenje, ki spremlja norice

## Neželeni učinki
Pri uporabi klorfenamina se zelo pogosto (pri več kot 1 na 10 bolnikov) pojavita sedacija in nespečnost, pogosto (pri več kot 1 na 100 bolnikov) pa pride tudi do zamegljenega vida, težav s zbranostjo in koordinacijo, suhih ust, omotice, glavobolov, slabosti in utrujenosti. Ostali neželeni učinki se pojavljajo redkeje.